# 国家公務員退職手当法
国家公務員退職手当法（こっかこうむいんたいしょくてあてほう、昭和28年8月8日法律第182号）は、国家公務員が退職した場合に支給される退職手当の基準に関する法律である。
主務官庁は、人事院事務総局給与局給与第二課で、内閣人事局、衆参両院事務局、最高裁判所事務総局などと連携して執行にあたる。

## 構成
- 第1章　総則（第1条―第2条の3）
- 第2章　一般の退職手当（第2条の4―第8条の2）
- 第3章　特別の退職手当（第9条・第10条）
- 第4章　退職手当の支給制限等（第11条―第19条）
- 第5章　雑則（第20条・第21条）
- 附則